# قسم دوبلوك الريفي (مقاطعة فيروزكوه)
قسم دوبلوك الريفي (بالفارسية: دهستان دوبلوک) هي منطقة ريفية تقع في Arjomand District في إيران. يقدر عدد سكانها بـ 3,761 نسمة .